# ScotRail

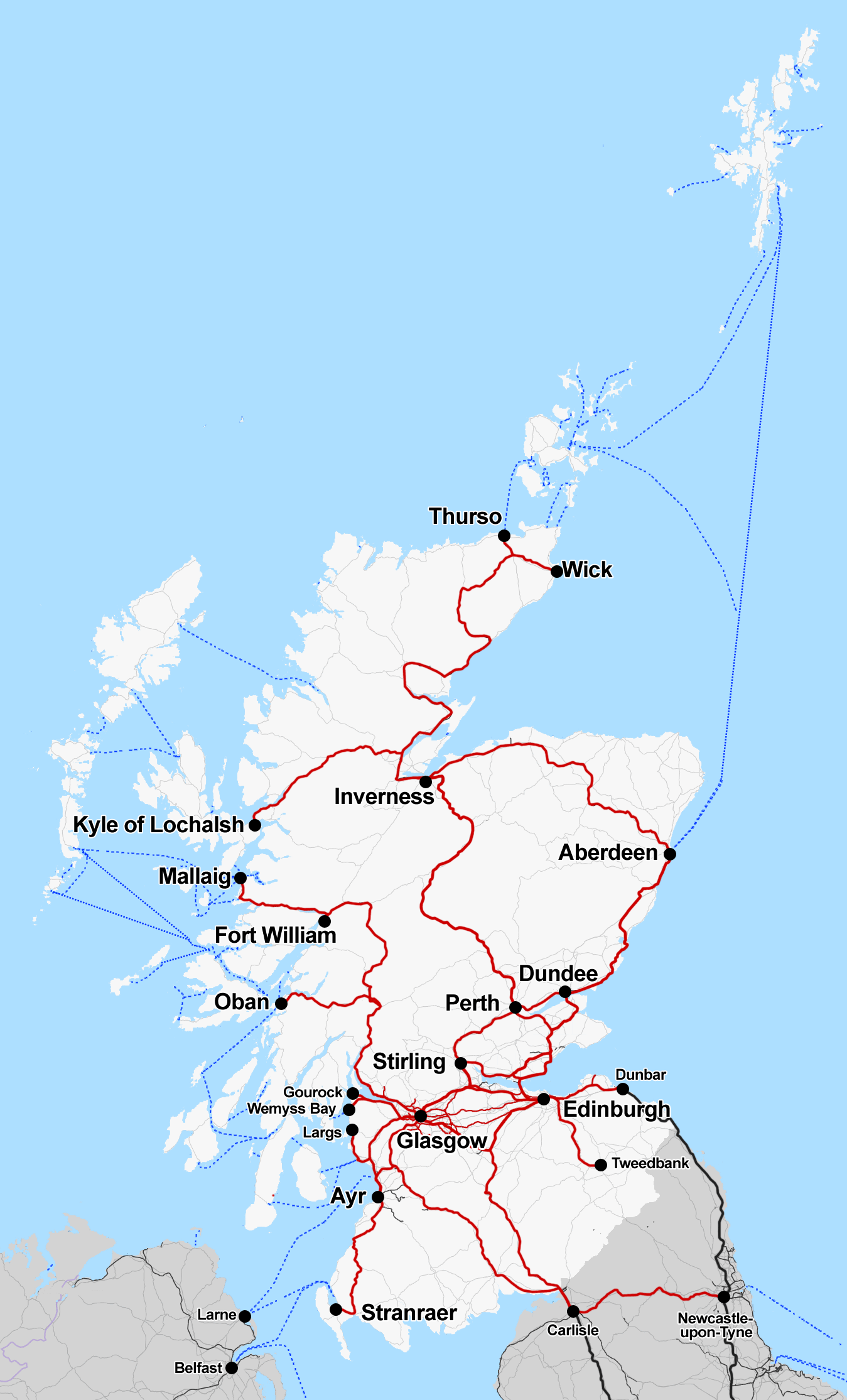
Strecken des ScotRail-Netzes (Stand 2018)

ScotRail (schottisch-gälisch Rèile na h-Alba) ist die staatliche Eisenbahngesellschaft für den Personenverkehr in Schottland. Das Netz umfasst alle Vororts-, Regional- und innerschottischen InterCity-Verbindungen. Die Marke ScotRail wurde seit 1983 genutzt, seit 2022 ist das Unternehmen in Hand der schottischen Regierung. Zwischen 1997 und 2022 war ScotRail der Markenname verschiedener privater Eisenbahnunternehmen, die das Franchise gewonnen hatten.
Nicht zu ScotRail zählen die Fernzüge des Tagesverkehrs nach England über die East Coast Main Line und die West Coast Main Line. Bis 2014 zählten zu ScotRail auch die täglichen Caledonian-Sleeper-Nachtzüge von Glasgow, Edinburgh und Inverness zum Bahnhof Euston in London. Nach zwischenzeitlichem Betrieb der Nachtzüge durch Serco werden sie seit 2023 von Caledonian Sleeper Limited betrieben, einer hierfür gegründeten Tochtergesellschaft von Scotrail.

## Geschichte

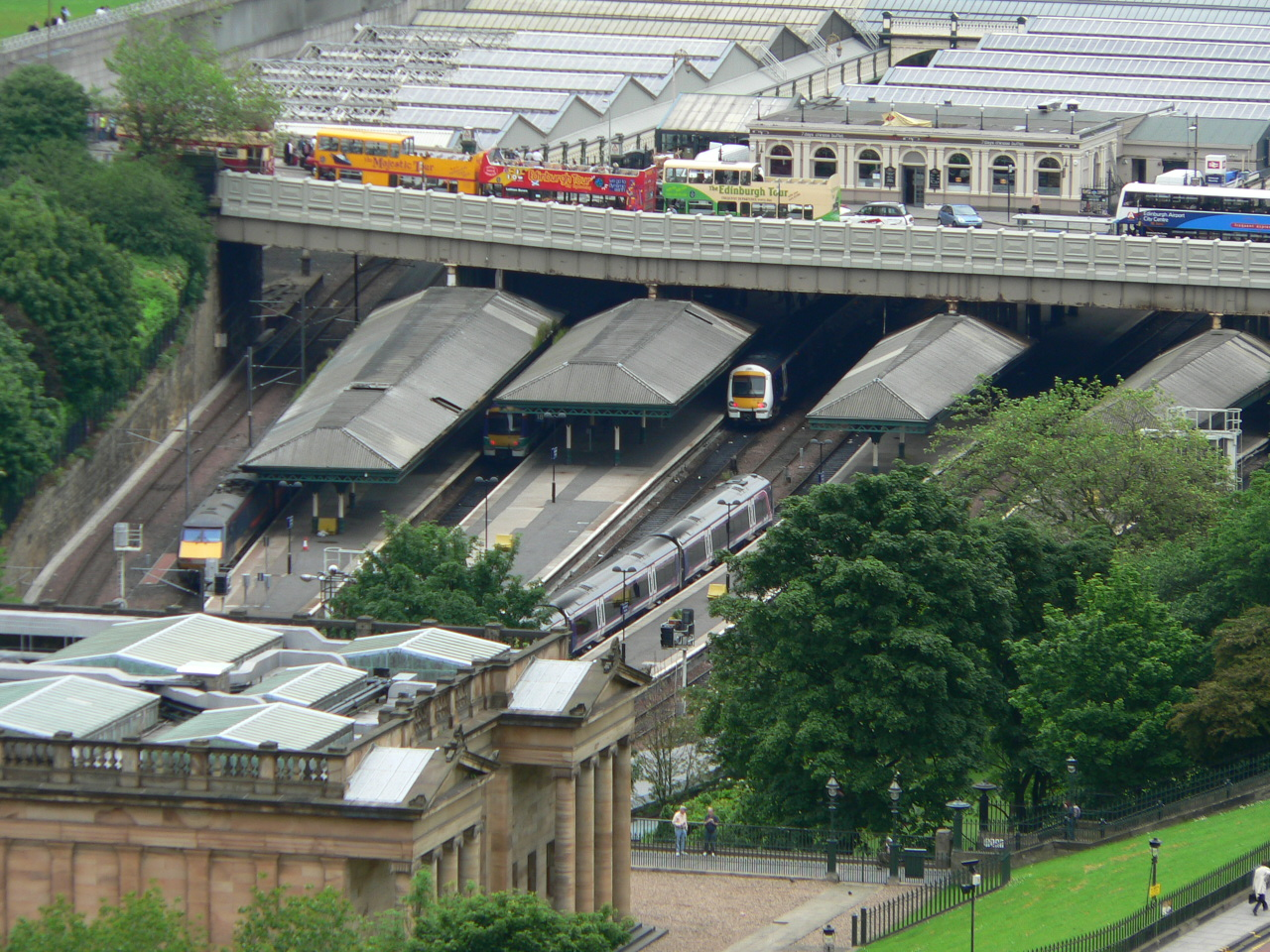
Bahnhof Edinburgh Waverley

Das Netz der britischen Staatsbahn, British Railways, wurde nach der Gründung im Zuge der Umsetzung des Transport Act 1947 in Regionen eingeteilt. Anders als beispielsweise die Western Region oder die Southern Region, die weitgehend den vorherigen Netzen der privaten Vorgängergesellschaften entsprachen, entstand für Schottland eine eigene Region, in der die schottischen Netzteile der früheren London, Midland and Scottish Railway (LMS) und der London and North Eastern Railway (LNER) zusammengeführt wurden. Ab 1983 operierte die Region unter dem Markennamen „ScotRail“. Als regionale Einheit von British Rail existierte ScotRail bis 1997. In diesem Jahr wurde der infolge des Railways Act 1993 begonnene Privatisierungsprozess von British Rail abgeschlossen. Für Schottland wurde unter dem etablierten Markennamen ein eigenes Franchise gebildet und vergeben, das mit Ausnahme der Tagesfernzüge nach England alle Personenverkehrsangebote im schottischen Eisenbahnnetz umfasste.
Bis zum 17. Oktober 2004 wurde das schottische Franchise von der National Express Group betrieben. Ab diesem Zeitpunkt übernahm die FirstGroup die Konzession, nachdem sie sich im Ausschreibungsverfahren des britischen Verkehrsministeriums gegen National Express durchsetzen konnte. Die Bezeichnung wurde darauf in First ScotRail geändert. Im September 2008 gab Transport Scotland bekannt, dass alle First-ScotRail-Züge in einem neuen Blau angemalt werden. Der Slogan lautet seither wieder ScotRail: Scotland’s Railway (dt. „Schottlands Eisenbahn“).
Am 8. Oktober 2014 bestätigte First ScotRail, dass das Franchise am 1. April 2015 zu Abellio, Tochterunternehmen der niederländischen Staatsbahn, wechseln wird. Abellio übernahm unter dem neuen Namen Abellio ScotRail am 1. April 2015 für zehn Jahre den Betrieb. Ausgelagert wurden die beiden Nachtzugangebote des Caledonian Sleeper, die seit 2015 als separates Franchise vom Dienstleistungsunternehmen Serco betrieben wurden. Im Januar 2019 musste sich Abellio für die unzureichende Angebotsqualität entschuldigen, nachdem es Proteste von Fahrgästen über Verspätungen und Zugausfälle gegeben hatte. Bereits im Dezember 2018 war Abellio ScotRail vom zuständigen schottischen Transport- und Infrastrukturminister Michael Matheson aufgefordert worden, einen Maßnahmenplan zur Mängelbeseitigung und Qualitätsverbesserung vorzulegen. Gewerkschaften und Fahrgastverbände erhoben die Forderung, Abellio das Franchise zu entziehen.
Am 1. April 2022 übernahm die schottische Regierung den Betrieb des ScotRail-Franchises in eigene Regie, nachdem der Vertrag von Abellio ausgelaufen war. Die Marke ScotRail wurde wie bei den vorigen Betreiberwechseln beibehalten. Die Betreibergesellschaft ScotRail Trains Limited ist eine Tochtergesellschaft des schottischen Staatsunternehmens Scottish Rail Holdings (SRH). Den Betrieb des Caledonian Sleepers übernahm SRH im Sommer 2023 von Serco.

## Streckennetz
ScotRail betreibt lediglich die Züge. Die Eisenbahninfrastruktur ist dagegen Eigentum von Network Rail. Die Gesamtlänge der von ScotRail befahrenen Strecken beträgt ungefähr 1700 Meilen (2735 km). Im Jahre 2018/19 wurden durch Abellio ScotRail 97,8 Millionen Fahrgäste befördert.
Herzstück des Netzes ist das Schnellbahnsystem von Glasgow in der Region Strathclyde, das zum größten Teil mit 25 kV, 50 Hz Wechselspannung elektrifiziert ist. Es umfasst 183 Bahnhöfe und ist das größte Pendlerzugsystem im Vereinigten Königreich nach London. Die größten Bahnhöfe in Glasgow sind Central und Queen Street. Bis 2005 betrieb First ScotRail den Verkehr in Strathclyde unter dem Markennamen der Strathclyde Partnership for Transport, das die Fahrpläne und Fahrpreise festlegt, sowie das Rollmaterial bereitstellt. Lediglich die Glasgow Subway und einige weniger wichtige Fährverbindungen werden von SPT selbst betrieben.
Das Eisenbahnnetz um Edinburgh ist wesentlich weniger dicht als um Glasgow. Der wichtigste Bahnhof ist Waverley. Schnellzüge verkehren zwischen den Städten Edinburgh, Glasgow, Inverness (über die Highland Main Line) und Aberdeen. Zu den bekannteren Nebenlinien zählen die West Highland Line (Glasgow – Mallaig/Oban), die Kyle of Lochalsh Line (Inverness – Kyle of Lochalsh) und die Far North Line (Inverness – Thurso). Die Nachfrage ist zwar gering, doch bleiben diese Linien vor allem aus touristischen Gründen weiterhin erhalten. Sie wurden ab 2007 – in Zusammenarbeit mit lokalen Gemeinden, Pendlerinitiativen und der Politik – wesentlich aufgewertet. Auch sollen Bahnhöfe dieser Strecken, die schon seit Jahren geschlossen sind, für den Pendlerverkehr wieder geöffnet werden. Im September 2015 wurde die 1969 eingestellte Waverley Line zwischen Edinburgh und Tweedbank wiedereröffnet, die seitdem als Borders Railway bezeichnet wird.
Fast alle der insgesamt 336 Bahnhöfe (Stand 2014) in Schottland werden von ScotRail betrieben, sie sind aber im Besitz der Infrastrukturgesellschaft Network Rail. Ausnahmen sind der Bahnhof am Flughafen Glasgow-Prestwick (im Besitz von und betrieben durch die Flughafengesellschaft), Dunbar (National Express East Coast), Edinburgh Waverley (Network Rail) und Glasgow Central (Network Rail). Zum Betrieb von ScotRail gehört auch der Bahnhof von Lockerbie, obwohl dort kein ScotRail-Zug verkehrt.

## Rollmaterial
ScotRail hat vor allem Triebwagen im Einsatz, wie in ganz Großbritannien üblich. Auf den nicht elektrifizierten Strecken werden Triebzüge der Baureihen 156 „Super Sprinter“, 158 „Express Sprinter“ und 170 „Turbostar“ eingesetzt. Die elektrischen Triebwagen von ScotRail sind als Baureihen 314, 318, 320, 322, 334 „Juniper“, 380 „Desiro UK“ und 385 „AT200“ eingereiht.
Von 2009 bis 2011 wurden alle 38 Elektrotriebzüge des Typs Desiro UK (Baureihe 380) von Siemens in Betrieb genommen. Für den Einsatz auf neu elektrifizierten Strecken zwischen Glasgow und Edinburgh lieferte Hitachi zwischen 2015 und 2019 siebzig Elektrotriebzüge der Baureihe 385. Hitachi bezeichnet die Züge innerhalb der A-Train-Familie als AT200, der Bezeichnung für Regionalzüge. Insgesamt 46 Dreiwagen- und 24 Vierwagenzüge wurden gefertigt.
Seit Dezember 2018 haben High Speed Trains (14 4-Wagen + 2 Triebköpfe und 13 5-Wagen + 2 Triebköpfe) die zuvor bei Great Western in Betrieb waren, die Leistungen zwischen Edinburgh / Glasgow und Aberdeen / Inverness übernommen. Am 3. September 2024 wurde bekanntgegeben, dass die Beschaffung neuer Fahrzeuge geplant ist, welche die aktuell eingesetzten High Speed Trains ablösen sollen.
| Vorhandene Fahrzeuge | Vorhandene Fahrzeuge | Vorhandene Fahrzeuge | Vorhandene Fahrzeuge | Vorhandene Fahrzeuge | Vorhandene Fahrzeuge | Vorhandene Fahrzeuge |
| Baureihe             | Bild                 | Typ                  | V/max                | Personen- wagen      | Anzahl               | Baujahr              |
| -------------------- | -------------------- | -------------------- | -------------------- | -------------------- | -------------------- | -------------------- |
| 43 HST               |                      | Diesellokomotive     | 201 km/h             |                      | 54                   | 1975–82              |
| Mark 3               |                      | Personenwagen        | 201 km/h             | 4 und 5              | 121                  | 1975–82              |
| 156 Super Sprinter   |                      | Triebwagen (Diesel)  | 120 km/h             | 2                    | 48                   | 1987–1989            |
| 158 Express Sprinter |                      | Triebwagen (Diesel)  | 145 km/h             | 2                    | 46                   | 1989–1992            |
| 170 Turbostar        |                      | Triebwagen (Diesel)  | 161 km/h             | 3                    | 55                   | 1998–2005            |
| 314                  |                      | Triebwagen (Elektro) | 121 km/h             | 3                    | 16                   | 1979                 |
| 318                  |                      | Triebwagen (Elektro) | 145 km/h             | 3                    | 21                   | 1986–1987            |
| 320                  |                      | Triebwagen (Elektro) | 145 km/h             | 3                    | 22                   | 1990                 |
| 320                  | 161 km/h             | Triebwagen (Elektro) | 7                    | 3                    | 1989–1990            |                      |
| 334 Coradia Juniper  |                      | Triebwagen (Elektro) | 145 km/h             | 3                    | 40                   | 1999–2002            |
| 380 Desiro UK        |                      | Triebwagen (Elektro) | 161 km/h             | 3                    | 22                   | 2009–2011            |
| 380 Desiro UK        | 4                    | Triebwagen (Elektro) | 161 km/h             | 16                   |                      | 2009–2011            |
| 385 A-Train          |                      | Triebwagen (Elektro) | 161 km/h             | 3                    | 46                   | seit 2015            |
| 385 A-Train          | 4                    | Triebwagen (Elektro) | 161 km/h             | 24                   |                      | seit 2015            |